# Württembergisches Kriegsministerium
Das Württembergische Kriegsministerium im Königreich Württemberg bestand von 1806 bis 1919. Der Dienstsitz des Kriegsministeriums war in Stuttgart, Olgastraße 13.

## Geschichte

### Vorläufer

#### Kriegsratskollegium
Am 14. März 1705 wurde im Herzogtum Württemberg ein Kriegsratskollegium als selbständige oberste Militärbehörde gebildet, das zunächst den Herzog unterstützte und zunehmend die Militärverwaltung übernahm. Seine Aufgaben waren die Aushebung, die Militärverwaltung und Militärgerichtsbarkeit bei den Haustruppen und den vom Herzogtum gestellten Kreistruppen sowie die Inspektion über die Festungen und die Artillerie. Von 1719 bis 1730 führte das Kollegium die Bezeichnung Generalkriegskommissariat, von 1736 bis 1737 die Bezeichnung Generalkriegsdirektorium.

#### Departement des Kriegswesens
Mit der Errichtung des Königreichs Württemberg löste König Friedrich I. alle Räte auf und ersetzte sie durch das Staatsministerium, bestehend aus verschiedenen Departements, darunter auch das „des Kriegswesens“. Die Chefs der Departements berieten den König in allen wichtigen Staatsangelegenheiten. Das Departement des Kriegswesens wurde 1811 in Kriegsdepartement umbenannt und unterstand nun einem „Präsidenten“ mit „Vizepräsident“.
Ab 1822 hieß das Kriegsdepartement Kriegsrat und wurde dem Kriegsminister unmittelbar unterstellt. 1829 wurde der Kriegsrat aufgelöst.

### Kriegsministerium
Dem Departement des Kriegswesens wurde 1806 Herzog Wilhelm von Württemberg (1761–1830), ein Bruder des Königs Friedrich, als Kriegsminister vorgesetzt. Das Kriegsministerium blieb jedoch bis Mitte der zwanziger Jahre nur eine Kanzlei des Ministers, die eigentlichen Geschäfte der Militärverwaltung wurden weiterhin durch das Departement des Kriegswesens bearbeitet. Erst 1829 wurde das Kriegsministerium die allein zuständige Zentralbehörde der Militärverwaltung.
Im Deutschen Kaiserreich bestand im Königreich Württemberg gemäß der Militärkonvention mit dem Norddeutschen Bund vom 21./25. November 1870 ähnlich wie Bayern und Sachsen ein eigenes Kriegsministerium.
1919 wurden das Kriegsministerium und das Generalkommando des XIII. Armee-Korps in einer Behörde zusammengefasst und im August desselben Jahres in  Reichswehrbefehlsstelle Württemberg umbenannt.

### Nachfolger
Zum 1. Oktober 1919 wurden auf Reichsebene das Reichswehrministerium und die Wehrkreise gebildet. Damit gingen alle Belange des Militärwesens auf das Reich über, alle Dienststellen des früheren Heeres waren gleichzeitig aufgelöst. Die noch bestehenden und nicht zur Übernahme in die Reichswehr vorgesehenen Behörden und Einrichtungen des früheren Heeres wurden in Abwicklungsämter umgewandelt, die dem Reichswehrministerium unterstanden.
Aus der aufgelösten Reichswehrbefehlsstelle Württemberg entstand so das Abwicklungsamt des früheren württembergischen Kriegsministeriums, aus der Abteilung Generalkommando XIII. Armeekorps das Abwicklungsamt des früheren XIII. Armeekorps, zusammengefasst Abwicklungsamt Württemberg, Ende des Jahres 1919 in Heeresabwicklungsamt Württemberg geändert. Seine Aufgaben waren der Abbau der Behörden und Truppen in personeller und materieller Hinsicht, die Rückführung und Entlassung der Kriegsgefangenen und die Erledigung von Versorgungsangelegenheiten und sonstigen von der Heeresverwaltung eingegangenen Verpflichtungen.
Mit Wirkung vom 9. April 1920 wurde das gesamte Abwicklungswesen entmilitarisiert. Nur noch Zivilpersonen durften bei den Dienststellen beschäftigt werden. Die Soldaten hatten die Wahl, in die Reichswehr einzutreten oder als Beamte auf Kündigung zu bleiben.
Durch die Verfügung Nr. 105 207 B.1 des Heeresabwicklungsamts vom 2. März 1921 wurde das Heeresabwicklungsamts Württemberg 31. März 1921 aufgelöst.

### Geheime Kriegs-Kanzlei
Ab Beginn des 17. Jahrhunderts bestand im Herzogtum Württemberg ein Geheimes Cabinet, in dem auch die herzoglichen Befehle für das Militär ausgefertigt, registriert und aufbewahrt wurden. 1806 wurde für den militärischen Schriftverkehr des Königs eine eigene, ihm ebenfalls unmittelbar unterstehende Geheime Kriegs-Kanzlei eingerichtet. Der Vorstand war immer einer der Adjutanten des Königs, ein Expeditor erstellte die Schriftstücke. Am 17. Juli 1848 wurde die Geheime Kriegs-Kanzlei aufgelöst, die Schriftstücke wurden ab diesem Termin wieder im Geheimen Cabinet des Königs ausgefertigt und aufbewahrt.
Vorstände der Geheimen Kriegs-Kanzlei
1806  Oberst Friedrich Wilhelm von Lindenau
1809  Oberst Franz Johann Karl Christian von Beulwitz
1814  Oberst Graf Georg von Sontheim
1821  Oberstleutnant Eugen Heinrich Georg von Klikowström
1828  Major, später Generalmajor Friedrich Wilhelm von Maucler
1839  Major, später Oberst August von Rüpplin

## Organisation

### 1806
- Präsident
- Vizepräsident
- sechs Räte
- zwei Sekretäre
- zwei Kanzlisten
- ein Registrator

### 1811
Das Departement des Kriegswesens bestand aus acht Sektionen:
- 1. Kassen-, Rechnungswesen und Geldverpflegung;
- 2. Kommissariat, Naturalverpflegung, Quartier- und Marschangelegenheiten;
- 3. Montierungsangelegenheiten mit drei Oberintendanten für die drei Waffen (Kavallerie, Infanterie und Artillerie);
- 4. Arsenaldirektion;
- 5. Rekrutierung;
- 6. Kasernenangelegenheiten;
- 7. Remontierung;
- 8. Justiz.

### 1817
Die acht Sektionen wurden in drei Hauptsektionen zusammengefasst.
- I. Verwaltung
- II. Rekrutierung
- III. Justiz

### 1871
Das Kriegsministerium wurde neu gegliedert in
- Centralbureau
- Militärabteilung
- Ökonomie-Abteilung

### 1914
1914 war die Geschäftseinteilung
- Leitung
- Zentral-Abteilung (Z)
- Abteilung für allgemeine Armee- und persönliche Angelegenheiten (A)
- Abteilung für Waffen und Feldgerät (W)
- Verwaltungs-Abteilung (B)
- Versorgungs- und Justiz-Abteilung (C)
- Medizinal-Abteilung (MA)
- Militär-Bevollmächtigter in Berlin (dem Kriegsministerium direkt unterstellt)
- Ober-Rekrutierungsrat, Ersatzbehörde III. Instanz (dem Kriegsministerium direkt unterstellt)
- Schloßgarde-Kompanie Stuttgart (dem Kriegsministerium direkt unterstellt)

### 1918
Im November 1918 gliederte sich das Kriegsministerium in
- Leitung
- Hauptbüro (H.)
- Ministerial-Abteilung (M.)
- Abteilung für allgemeine Armeeangelegenheiten (A.)
- Verwaltungs-Abteilung (B.)
- Versorgungs-Abteilung (C.)
- Medizinal-Abteilung (M.A.)
- Nachweisebüro (N.B.)
- Abteilung für persönliche Angelegenheiten (P.)
- Rechts-Abteilung (R.)
- Kriegsarchiv I (Kr. A.I)
- Abteilung für Waffen, Feldgerät und Kriegsamtsangelegenheiten (W. K.)
- Artillerie- und Traindepot-Direktion (A. T. D)

## Personen

### Präsidenten des Departement des Kriegswesens/Kriegsrats
|    | Name                                             | Amtszeit                           | Diente unter König |
| -- | ------------------------------------------------ | ---------------------------------- | ------------------ |
| 1. | Ferdinand Friedrich von Nicolai                  | Januar bis 12. Februar 1806        | Friedrich I.       |
| 2. | Herzog Wilhelm Friedrich Philipp von Württemberg | 12. Februar 1806 bis 1811          | Friedrich I.       |
| 3. | Friedrich Freiherr von Phull                     | 29. Juni 1811 bis 8. November 1816 | Friedrich I.       |
| 4. | Generalleutnant Ernst von Hügel                  | 1817 bis 1829                      | Wilhelm I.         |

### Kriegsminister
|     | Name                                                         | Amtszeit                               | König bzw. Regierung                                                    |
| --- | ------------------------------------------------------------ | -------------------------------------- | ----------------------------------------------------------------------- |
| 1.  | Herzog Wilhelm Friedrich Philipp von Württemberg             | 1806 bis 1815                          | König Friedrich I. Staatsministerium                                    |
| 2.  | Feldzeugmeister Friedrich von Franquemont                    | 9. November 1816 bis 10. August 1829   | König Wilhelm I. Geheimer Rat                                           |
| 3.  | Generalleutnant Ernst von Hügel                              | 10. August 1829 bis 15. September 1842 | König Wilhelm I. Geheimer Rat                                           |
| 4.  | Generalleutnant Johann Georg Graf von Sontheim               | 15. September 1842 bis 9. März 1848    | König Wilhelm I. Geheimer Rat                                           |
| 5.  | Generalmajor August Freiherr von Rüpplin                     | 24. Juni 1848 bis 28. Oktober 1849     | König Wilhelm I. Ministerium Römer                                      |
| 6.  | Generalmajor Fidel von Baur-Breitenfeld                      | 28. Oktober 1849 bis 2. Juli 1850      | König Wilhelm I. Ministerium Schlayer                                   |
| 7.  | Generalleutnant Moriz von Miller                             | 2. Juli 1850 bis 1. September 1865     | König Wilhelm I. König Karl I. Ministerium Linden Ministerium Varnbüler |
| 8.  | Generalleutnant Kuno Freiherr von Wiederhold                 | 1. September 1865 bis 5. Mai 1866      | König Karl I. Ministerium Varnbüler                                     |
| 9.  | Generalleutnant Oskar von Hardegg                            | 5. Mai 1866 bis 27. April 1867         | König Karl I. Ministerium Varnbüler                                     |
| 10. | Generalleutnant Rudolf Freiherr von Wagner-Frommenhausen     | 27. April 1867 bis 23. März 1870       | König Karl I. Ministerium Varnbüler                                     |
| 11. | Generalleutnant Albert von Suckow                            | 23. März 1870 bis 13. September 1874   | König Karl I. Ministerium Varnbüler Regierung Mittnacht                 |
| 12. | Generalleutnant Theodor von Wundt                            | 13. September 1874 bis 22. Juli 1883   | König Karl I. Regierung Mittnacht                                       |
| 13. | General der Infanterie Gustav von Steinheil                  | 23. Juli 1883 bis 10. Mai 1892         | König Karl I. König Wilhelm II. Regierung Mittnacht                     |
| 14. | General der Infanterie Max Freiherr Schott von Schottenstein | 10. Mai 1892 bis 15. April 1901        | König Wilhelm II. Regierung Mittnacht Regierung Schottenstein           |
| 15. | General der Infanterie Albert von Schnürlen                  | 15. April 1901 bis 11. Juni 1906       | König Wilhelm II. Regierung Breitling                                   |
| 16. | General der Infanterie/Generaloberst Otto von Marchtaler     | 11. Juni 1906 bis 6. November 1918     | König Wilhelm II. Regierung Breitling Regierung Weizsäcker              |
|     | vacant                                                       | 7. bis 8. November 1918                | König Wilhelm II. Regierung Liesching                                   |
| 17. | Albert Schreiner (USPD)                                      | 11. bis 15. November 1918              | Volksstaat Württemberg Kabinett Blos I                                  |
| 18. | Ulrich Fischer (USPD)                                        | 16. November 1918 bis 10. Januar 1919  | Volksstaat Württemberg Kabinett Blos I                                  |
| 19. | Immanuel Herrmann (SPD)                                      | 11. Januar bis Juni 1919               | Volksstaat Württemberg Kabinett Blos I Kabinett Blos II                 |

### Abwicklungsamt/Heeresabwicklungsamt Württemberg
Leiter des Abwicklungsamts Württemberg war ab 1. Oktober 1919 Oberst (ab 9. April 1920 Oberst a. D.) von Hoff. Er leitete gleichzeitig das „Abwicklungsamt des früheren XIII. Armeekorps“.
Das „Abwicklungsamt des früheren württembergischen Kriegsministeriums“ wurde ab 1. Oktober 1919 von Major Scupin, ab ?? von Major Spemann, ab 9. April 1920 von Major a. D. Christ geleitet.

## Dienstsitz
Der Dienstsitz des Kriegsministeriums war in Stuttgart, Olgastraße 13.

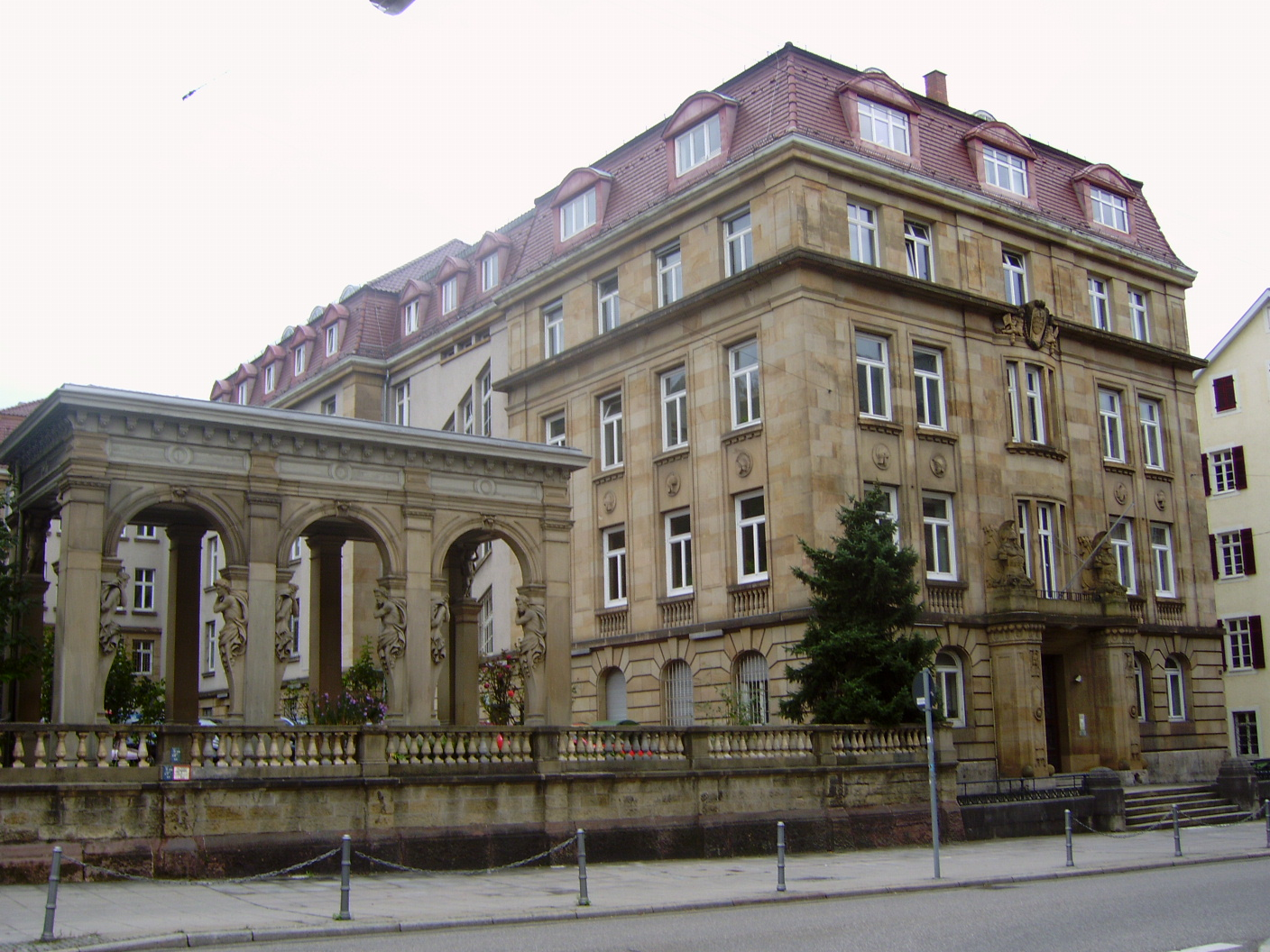
Ehem. Sitz des württ. Kriegsministerium
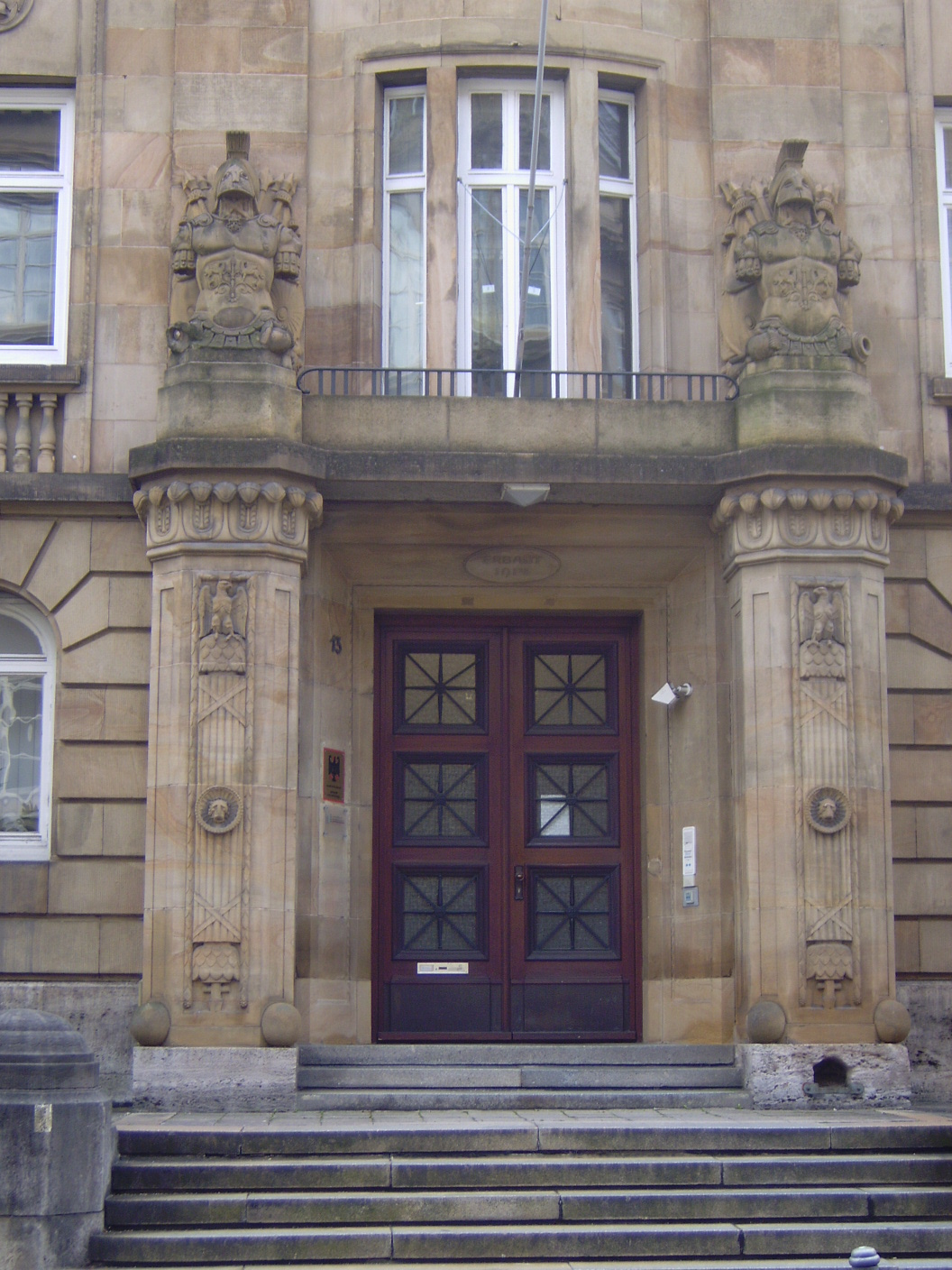
Ehem. Sitz des württ. Kriegsministerium, Portal
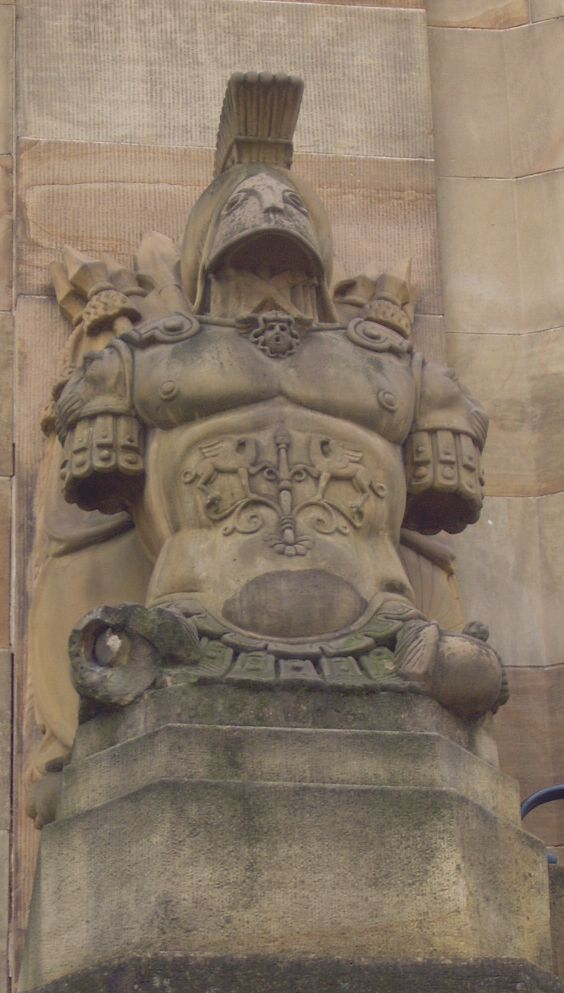
Ehem. Sitz des württ. Kriegsministerium, Plastik am Portal

## Verweise